# 올리언스 준주
올리언스 준주(Territory of Orleans)는 1804년 10월 1일부터 1812년 4월 30일까지 루이지애나주로 승격할 때까지 8년간, 미국에 존재했던 자치령, 즉 준주이다.

## 개요
루이지애나 인수 직후 1804년 프랑스에서 얻은 영토 중, 북위 33도선의 남쪽 부분을 분리하여 올리언스 준주가 세워졌고, 나머지 지역 전체를 루이지애나 지구(District of Louisiana)라고 불렀다. (루이지애나 지구는 1805년에 루이지애나 준주로 개명되었지만, 1812년에 올리언스 준주가 주로 승격했을 때 루이지애나주라고 명칭을 정했기 때문에 혼란을 피하기 위해 다시 이름을 바꿔 미주리 준주가 되었다.)
올리언스 준주 설립을 위한 자치법인 1804년 자치법에서는 올리언스 지구 연방 지방 법원 이 마련됐다. 연방 지방 법원은 지금까지의 통례로 주에 설치되는 것이었기에 이에 상당하는 법원을 준주에 마련한 것은 처음 있는 일이었다. 또한 주 법원에서 최상위 주 대법원에 해당하는 올리언스 영토 대법원도 마련됐다.
1805년 4월 10일 준주 의회는 올리언스 카운티, 라호세 카운티, 저먼 코스트, 아카디아 카운티, 베르빌 카운티, 앗타카파스 카운티, 포인트크피 카운티, 오펄루서스 카운티, 래피즈 카운티, 콩코르디아 카운티, 내커터쉬 카운티, 와시타 카운티로 12개 군(County)을 설치했다. 미시시피강 동부의 플로리다 군 지역(Florida Parishes)은 이때 올리언스 준주에는 포함되지 않았고, 1810년에 합병될 때까지 스페인령 서부 플로리다였다. 서쪽에 있는 스페인령 텍사스와의 국경은 1819년 〈아담스 오니스 조약〉까지 완전히 확정되지 않았었고, 사빈 강 바로 동쪽의 루이지애나 가운데 위치(사빈 자유 주)한 모래톱이 1807년경에서 1819년까지 중립의 완충 지대가 되었다.

## 지도자
윌리엄 클레이본은 올리언스 준주의 처음이자 유일한 주지사로 임명되었다. 그는 나중에 루이지애나의 첫 번째 주지사가 되었다. 제임스 브라운(1804년 -1807년), 토마스 볼링 로버트슨(1807년 -1811년)의 두 준주 장관이 있었다. 대니얼 클라크는 1806년 12월에 미국 의회 하원의 첫 번째 준주 대표가 되었다.

## 같이 보기
- 루이지애나주의 군 목록